# 香港潛攝大賽
香港潛攝大賽為由漁農自然護理署和香港潛水總會合作舉辦，旨在提高香港市民對於保護香港海洋資源的意識。比賽分為數碼攝影微距照片組、標準及廣角照片組和數碼錄像組。每個組別均設有冠軍、亞軍及季軍各一名，及優異獎10名。
香港潛攝大賽2012以香港水域的海洋生態、生境或者海洋生物為主題，參與比賽的作品必須為於2011年10月1日至2012年9月17日期間在香港攝影或者錄影；該屆比賽總共收獲270份參與比賽的作品，得獎作品將會被漁農自然護理署表起作為巡迴展覽用途，場地包括香港濕地公園、香港會議展覽中心中華國際潛水暨渡假觀光展及香港文化中心。